# Harold Jug McSpaden

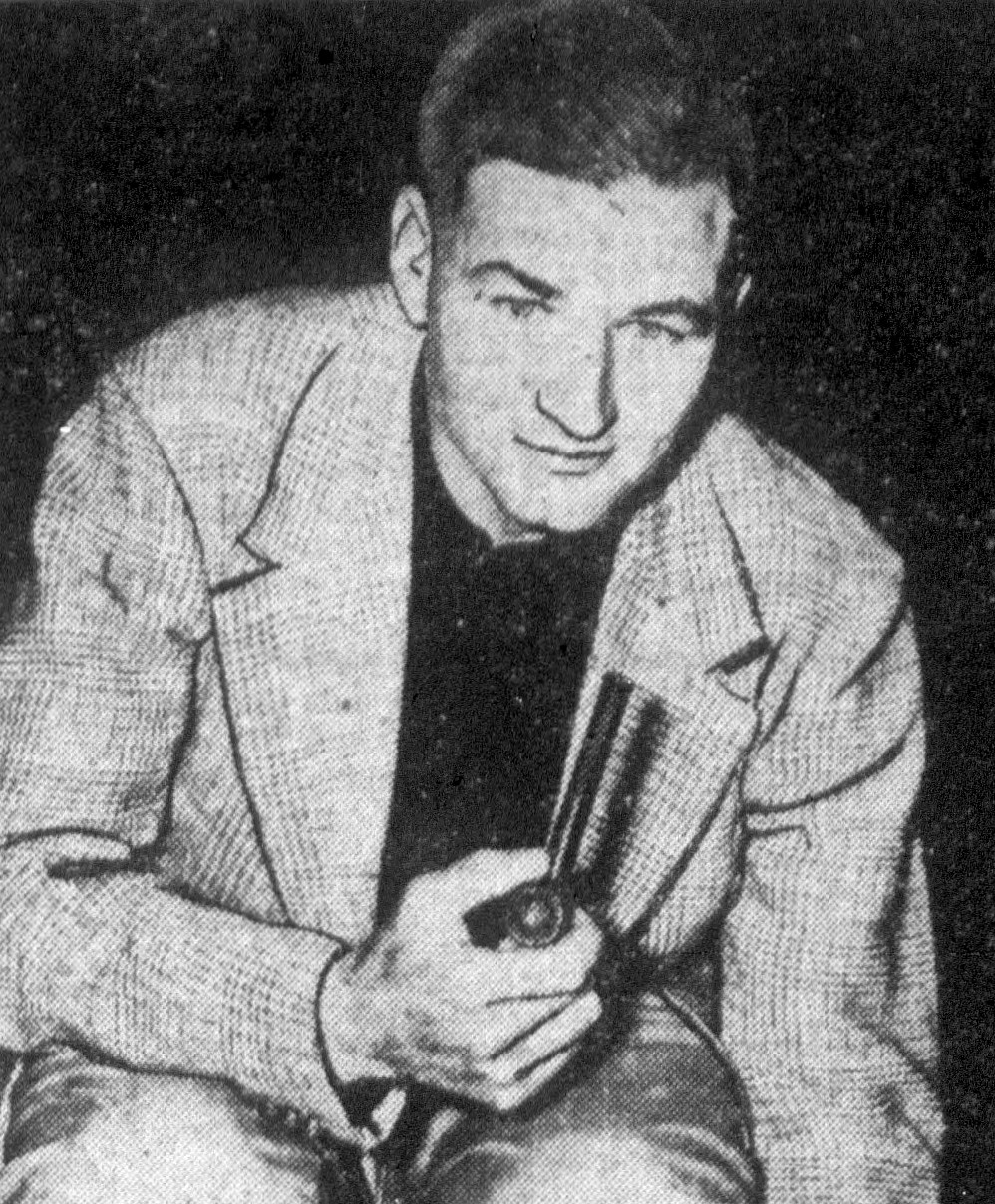
Harold Jug McSpaden

Harold Lee "Jug" McSpaden (21 de julio de 1908 – 22 de abril de 1996) fue un golfista profesional estadounidense, nacido en Monticello, Kansas.
Jug McSpaden se interesó por el golf a la edad de 10 años, después de ver a Harry Vardon jugar en la ciudad de Kansas, Kansas.
McSpaden trabajó como caddie y se convirtió en jugador profesional en 1927. Ganó el Pasadena Open en 1935, el Torneo Abierto de Canadá en 1939, el Torneo Abierto de Los Ángeles y el Torneo Abierto de Phoenix en 1944 (su única victoria mano a mano contra Byron Nelson). A fines de la década de 1930 y comienzos de los 40, McSpaden estaba en el club profesional Winchester Country Club, en las afueras de Boston.
En 1938, McSpaden jugó en el segundo Bing Crosby para amateurs profesionales y fue asociado con Eddie Lowery, quien había sido el caddie de Francis Ouimet en el Torneo Abierto de Estados Unidos de 1913.
McSpaden fue nombrado al equipo estadounidense Ryder Cup en 1939, pero el evento se canceló ese año debido al estallido de la Segunda Guerra Mundial. McSpaden fue además miembro del equipo de Ryder Cup en 1941, 1942 y 1943, pero durante esos años sólo se jugaron partidos de exhibición para recaudar fondos para la guerra. Entre 1942 y 1944 McSpaden y Byron Nelson (que habían sido rechazados de la Armada por razones de salud) hicieron 110 actuaciones de exhibición para la Cruz Roja y la USO. Debido a sus consistentes combinaciones en esos eventos de caridad, Nelson y McSpaden fueron conjuntamente conocidos como los "Mellizos de Polvo Dorado". En 1944, cuando los ganadores eran pagados en bonos de guerra, McSpaden ganó $23,855. Demandó haber tenido menos de $150 cuando los cobró. Las victorias de McSpaden ese año fueron superadas solo por los $37,967 en bonos de Nelson, sin precedente alguno.
En 1947, McSpaden se convirtió en el vicepresidente de una compañía de ropa deportiva, la Palm Beach Company, y dejó la gira de golf profesional.
McSpaden fue elegido para el Salón de la Fama de la asociación de golfistas profesionales de América y el salón de la fama del Golf de Kansas Golf. Fue el arquitecto del campo para el Dub's Dread Golf Club en Kansas City, Kansas. Compitió en el Senior PGA Championship hasta la edad de 85 años.
Cuando McSpaden tenía 17 victorias en total en el PGA Tour, consiguió un récord del PGA de salir segundo: 13 veces en un año, 1945. Ese mismo año tuvo otro récord del PGA por 31 top-10 finales en una sesión. McSpaden también ostentó el récord del PGA por ser el golfista más viejo que superó su edad en un evento de campeonato: en 1994 hizo un 81 a la edad de 85 años.
Según Byron Nelson, McSpaden fue "un gran jugador que la mayoría de las personas no conoce". Fue "honesto, directo, del tipo tosco y malhumorado", y gracias a sus "brazos excepcionalmente largos" sólo usó un palo de 42 pulgadas durante casi toda su carrera.
McSpaden murió en Kansas el 22 de abril de 1996. Él y su esposa fueron encontrados muertos en su hogar. Su auto había quedado encendido en el garaje vecino. La policía declaró accidentales a las muertes, debidas a envenenamiento por monóxido de carbón. McSpaden tenía 87 años de edad.
Tanto en el 2004 como en el 2005, McSpaden fue un candidato a la elección para el Salón de la Fama del Golf Mundial. Sin embargo, en ninguna votación consiguió el suficiente apoyo como para ser admitido.